# Зім Зам
Тімоті Майкл Лінтон (народився 25 червня 1969 р.), більш відомий як Зім Зам — американський музикант, колишній гітарист гуртів Life, Sex & Death та Marilyn Manson. Наразі він задіяний у сольному проекті Pleistoscene та групі The Pop Culture Suicides.

## Біографія
Лінтон був одним зі 150 претендентів на посаду гітариста гурту Marilyn Manson. Згодом він став одним з 15 музикантів, які потрапили на саме прослуховування. У 1996 р. Лінтон увійшов до складу групи Marilyn Manson, з якою він з 1996 по 1997 р. гастролював у межах туру «Dead to the World». Уперше фани мали змогу побачити нового гітариста 5 вересня 1996 р. під час концерту «A Night of Nothing», який відбувся у Нью-Йорці. Першим кліпом гурту, в якому знявся Лінтон, стало відео «The Beautiful People». На той час музикант був єдиним учасником в історії групи, сценічне ім'я якого не було сформовано поєднанням імен секс-символу та серійного вбивці.
За словами Твіґґі, Лінтон отримав свій псевдонім на честь персонажа з гри Dungeons & Dragons. Проте, за версією Менсона, сценічне ім'я є посиланням на кабалістичний термін «цимцум». У липні 1998 р. Зім Зам покинув гурт. З цього приводу він заявив, що причиною стали творчі розбіжності. Натомість, за словами фронтмена колективу, він звільнив Зім Зама за неявку на репетиції. Лінтон узяв участь у записі 10 пісень з альбому Mechanical Animals. Заміною Лінтона став Джон 5, який відразу ж поїхав з гуртом у турне на підтримку платівки.